# الجدول الزمني لعلم الأحياء والكيمياء العضوية

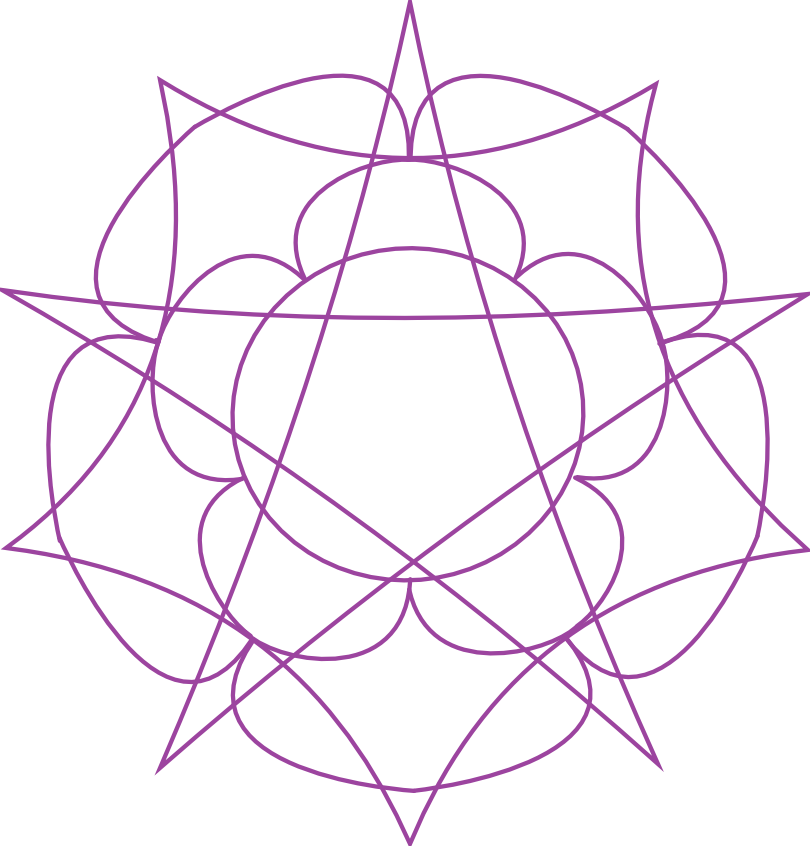

أحداث هامة في تطور علم الأحياء والكيمياء العضوية:

## قبل عام 1600 م
- 520 قبل الميلاد - ميّز ألكمايون الكروتوني بين الأوردة والشرايين واكتشف العصب البصري.
- 450 قبل الميلاد – كتب ساسروتا ساسروتا سامهيتا، وصفت بعض الإصدارات منها في القرن الثالث الميلادي أكثر من 120 أداة جراحية و300 عملية جراحية، وصنّفت الجراحة البشرية في ثمان فئات، وقدّم لجراحة التجميل.
- 450 قبل الميلاد – درس كزينوفانيس المستحاثات وتفكّر في تطور الحياة.
- 380 قبل الميلاد – ديكوليس الكاريستوسي كتب أقدم كتب تشريح وكان أول من استخدم مصطلح «تشريح anatomy».
- 350 قبل الميلاد – حاول أرسطو إجراء تبويبٍ شاملٍ للحيوانات. وشملت أعماله المكتوبة Historion Animalium وهو عن علم الأحياء العامّ للحيوانات، وكتاب De Partibus Animalium وهو تشريح مقارن وعلم وظائف الأعضاء للحيوانات، وكتاب De Generatione Animalium في البيولوجيا التطوّرية.
- 300 قبل الميلاد – بدأ ثاوفرسطس بدراسة ممنهجة لعلم النبات.
- 300 قبل الميلاد – شرّح هيروفيلوس جسم الإنسان.
- 50–70 ميلادي– نشر بلينيوس الأكبر كتاب Historia Naturalis (Gaius Plinius Secundus) نشر في 37 مجلداً.
- 130–200 – كتب جالينوس العديد من الاطروحات عن تشريح جسم الإنسان.
- 1010 ميلادي – نشر ابن سينا القانون في الطب.
- 1543 – نشر أندرياس فيزاليوس كتاب بنية جسم الإنسان وهو أطروحة في التشريح.

## 1600–99
- ?? – أجرى يان بابتست فان هيلمونت تجربته الشهيرة على زراعة الأشجار، وفيها بيّن أن مادة النبات تستمد من الماء، وكانت هذه سابقة لاكتشاف التركيب الضوئي.
- 1628 – نشر ويليام هارفي كتاب «تمرين تشريحي على حركة القلب والدم في الحيوانات».
- 1651 – استنتج وليم هارفي أن جميع الحيوانات، بما فيها الثدييات، تتطور من بيوض، واستحالة تطور جيل عفوي من أي نوع حيواني من الطين أو البراز.
- 1655 – رأى روبرت هوك خلايا الفلين باستخدام المجهر.
- 1658 – راقب يان زفامردام خلايا الدم الحمراء باستخدام مجهر.
- 1668 – دحض فرانسيسكو ريدي مفهوم الجيل العفوي ببيان أن يرقات الذباب تظهر في قطع اللحم المحفوظة في الجرار إذا كانت الجرار مفتوحة ومعرّضة للهواء. أما الجرار المغطاة بالقماش القطني فلا يظهر فيها الذباب.
- 1672 – نشر مارتشيلو ملبيغي أول وصفٍ لتطوّر صغير الدجاجة، بما في ذلك تشكّل الأجزاء العضلية والدورة الدموية والجهاز العصبي
- 1676 – راقب أنطوني فان ليفينهوك الأوليات وسماها حييوين.
- 1677 – راقب أنطوني فان ليفينهوك الحيوانات المنوية.
- 1683 – راقب ليفينهوك البكتيريا. جدّدت اكتشافات لويفنهوك التساؤلات حول مسألة الأجيال العفوية في الكائنات الحية الدقيقة.

## 1700–99
- 1767 – جادل كاسبر فريدريش وولف أن أنسجة الفِرَاخ تتطور من لا شيء وهي ليست مجرد تطور لهيكل يكون موجوداً في البيضة.
- 1768 – دحض لادزارو سبالانساني فكرة نشوء جيل عفوي، وذلك عن طريق بيان أنه لا يوجد أي كائنات حية تنمو في المَرَق إذا ما تم تسخينه أولاً (لقتل أي كائنات حية) وتُرك ليبرد في قارورة مقفلة. كما بيّن أن الإخصاب في الثدييات يتطلب وجود بيضة وسائل منوي.
- 1771 – أظهر جوزيف بريستلي أن النباتات تنتج الغاز الذي تستهلكه الحيوانات واللهب. وهذه الغازات هي ثاني أكسيد الكربون والأكسجين.
- 1798 – ناقش توماس مالتوس نمو عدد السكان والأمن الغذائي في «أطروحة حول مبدأ السكان»..

## 1800–99
- 1801 - بدأ جان باتيست لامارك دراسةً تفصيلية لتصنيف اللافقاريات.
- 1802- طرح العالم غوتفريد رينهولد تريفيرانوس والعالم لامارك مصطلح «علم الأحياء» بمفهومه الحديث. صيغت الكلمة عام 1800 من قبل كارل فريدريتش بورداخ.
- 1809 - قدّم لامارك تطور حديث بناءً على وراثة الخصائص المكتسبة.
- 1817- استطاع كل من بيير-جوزيف بيليتييه وجوزيف بيانيمي كافينتو عزل المادة الخضراء في النبات (اليخضور).
- 1820 - وضع كريستيان فريدريتش ناسي قانون ناسي: تحدث الهيموفيليا عند الذكور فقط، وتنتقل بواسطة الإناث غير المصابات.
- 1824 - بيّن كل من ج.ل. بريفوست وج.ب. دوماس أن الحيوانات المنوية في السائل المنوي ليست طفيليات، كما كان يُعتقد سابقاً، لكنها عوامل الإخصاب.
- 1826 - أظهر كارل إرنست فون باير أن البيوض في الثدييات تكون في المبيضين، منهياً رحلة بحث عمرها 200 سنة حول بيوض الثدييات.
- 1828 - قام فريدرش فولر بتوليف اليوريا؛ أولاً من مركب عضوي من المواد الأولية غير العضوية.
- 1836 - اكتشف ثيودور شوان الببسين في مستخلصات بطانة المعدة؛ وهي أول عملية عزل لإنزيم حيواني.
- 1837 - بيّن ثيودور شوان أن تسخين الهواء سيمنعه من التسبب بالعفونة.
- 1838 - قدّم ماتياس شلايدن أن جميع النباتات تتكون من خلايا.
- 1839 - قدّم ثيودور شوان أن جميع الأنسجة الحيوانية تتكون من خلايا. جادل شلايدنوشوان أن الخلايا هي الجسميات الأولية للحياة.
- 1843 - ذكر مارتن باري اندماج الحيوان المنوي والبويضة عند الأرانب ضمن ورقة واحدة في تقرير المعاملات الفلسفية للجمعية الملكية في لندن.
- 1856 - ذكر لويس باستور أن الكائنات الحية الدقيقة تنتج الخمائر.
- 1858 - قدّم كل من تشارلز داروين وألفرد راسل والاس كل على حدى نظرية التطوّر البيولوجي («النسب من خلال التحوير» عن طريق الاصطفاء الطبيعي. لم يستخدم مصطلح «تطوّر» حتى قام داروين بأبحاث لاحقة.
- 1858 - قدّم رودولف فيرشو أن الخلايا يمكن أن تنشأ فقط من خلايا موجودة مسبقاً؛ «كل الخلايا من خلايا». تنصّ نظرية الخلية على أن كافة الكائنات الحية تتكون من خلايا (شلايدن وشوان) وأن الخلايا لا يمكن أن تأتي إلا من خلايا أخرى (فيرشو).
- 1865 - دحض لويس باستور نظرية الجيل العفوي للحياة الخلوية.
- 1865 - عرض غريغور يوهان مندل تجاربه على نبات البازلاء، والتي بيّن فيها مفهوم الوراثة حسب الوراثة المندلية. ينص مبدأ الفصل على أن كل كائن حي فيه زوجان من الجينات لكل صفة من صفاته، حيث ينفصل هذان الجينان عندما يشكّل الكائن بويضات أو حيوانات منوية. ينص مبدأ التشكّل المستقل على أن كل جين يكون في زوج جينات ينفصل أثناء تشكّل البويضات والحيوانات المنوية. مهّدت مبادئ مندل الطريق لعلم الوراثة دون أن يلحظ ذلك أحد، ما اعتبر خيبة أمل دائمة له.
- 1865 - أدرك أوغست كيكولة أن البنزين يتكون من ذرات كربون وهيدروجين في حلقات سداسية.
- 1869 - اكتشف فريدريك ميسشر أحماض نووية في أنوية الخلايا.
- 1874 - طوّر ياكوبس فانت هوف وجوزيف-أشيل لي بيل التمثيل الفراغي ثلاثي الأبعاد للجزيئات العضوية وقدّما نموذج ذرة الكربون رباعية السطوح.
- 1876 - وصف أوسكار هيرتفغ وهيرمان فول، كلٌ على حدى، عملية دخول الحيوان المنوي إلى البويضة والانصهار بين نواتي البويضة والحيوان المنوي لتكوين نواة جديدة.
- 1884 - بدأ هيرمان إميل فيشر تحليلاً تفصيلياً لمكوّنات وتركيب السكريات.
- 1892 - فصل هانس دريتش الخلايا الفردية من خلايا ثنائية في جنين قنفذ البحر وبيّن أن كل خلية تتطور إلى كائن كامل، وبذا دحض نظرية التكوّن المسبق وبيّن أن كل خلية «مكتملة النمو» تحتوي على كل المعلومات الوراثية اللازمة لتكوين فرد.
- 1898 - استخدم مارتينوس بايرينك تجارب الفلترة لبيان أن تبرقش التبغ سببه شيء أصغر من البكتيريا، وأسماه فيروس.

## 1900–1949
- 1900 – أعاد كلٌ من هوغو دي فريس وكارل كورينز وإيرتش فون تسيرماك اكتشاف بحث مندل في الوراثة، كلٌ على حدا.
- 1902 – قدّم كل من والتر سوتون وثيودور بوفيري، كلٌ على حدا، بحثاً أن الكروموسومات تحمل المعلومات الوراثية.
- 1905 – استخدم وليام باتيسون مصطلح «علم الوراثة» لوصف الدراسات المتعلّقة بالتوارث البيولوجي
- 1906 – اكتشف ميكايل تسيفت تقنيةالاستشراب لفصل المركبات العضوية.
- 1907 – عرض إيفان بافلوف الاستجابات المكيّفة مع الكلاب التي لديها إفراط في اللعاب
- 1907 – ركّبهيرمان إميل فيشر صناعياً سلاسل ببتيد الأحماض الأمينية، وبيّن أن الأحماض الأمينية في البروتين مرتبطة بواسطة روابط مجموعة أمينو-مجموعة حمض
- 1909 – صاغ ولهيلم جوهانسن كلمة «الجين».
- 1911 – اقترح توماس مورغان أن الجينات مرتبة في خط على الكروموسومات.
- 1922 – اقترح ألكسندر أوبارين أن الغلاف الجوي للأرض في زمنٍ مبكر احتوى على الميثيان والأمونيا والهيدروجين وبخار الماء وأن هذه هي المواد الخام للتولد التلقائي.
- 1926 – بيّن جيمس سومنر أن أنزيم يورياز هو بروتين.
- 1928 – اكتشف كل من أوتو ديلز وكورت ألدر تفاعل ديلز-ألدر لتشكيل الجزئيات الحلقية.
- 1928 – اكتشف ألكسندر فلمنج أول مضاد حيوي وهو البنسلين
- 1929 – اكتشف فويبوس ليفين سكر الريبوز منقوص الأكسجين في الأحماض النووية.
- 1929 – اكتشف إدوارد دويزي وأدولف بوتنانت كلٌ على حدا الإيسترون.
- 1930 – بيّن جون نورثروب أن إنزيم الببسين هو بروتين.
- 1931 – اكتشف أدولف بوتنانت هرمون الأندروستيرون.
- 1932 – اكتشف هانس كريبس دورة اليوريا.
- 1933 – ركّب تاديوش رايخشتاين فيتامين ج صناعياً؛ وهي أول عملية تركيب لفيتامين.
- 1935 – استخدم رودولف شوينهيمير الديوتيريوم كمتتبِّع]] لدراسة نظام تخزين الدهون في الجرذان.
- 1935 – بلور وندل ستانلي فيروس تبرقش التبغ.
- 1935 – وصف كونراد لورنتس سلوك التطبع لدى صغار العصافير.
- 1937 – اكتشفت دوروثي هودجكن التركيب ثلاثي الأبعاد للكولسترول.
- 1937 – اكتشف هانس كريبس دورة حمض الستريك.
- 1937 – في علم الوراثة وأصل الأنواع، طبّق ثيودوسيوس دوبجانسكي نظرية الكروموسوم والجينات على على السكان في أول عمل متكامل على الاصطناع التطوري الحديث، حيث صاغ هذا المصطلح جوليان هكسلي.
- 1938 – اكتشفت مارجوري كورتني-لاتيمير وجود شوكيات الجوف حيةً قبالة ساحل جنوب أفريقيا.
- 1940 – |أعلن دونالد غريفين وروبرت غالامبوس عن اكتشافهما عملية الرصد بالصدى عند الخفاشيات.
- 1942 – أثبت سلفادور لوريا وماكس دلبروك أن المقاومة البكتيرية للعدوى الفيروسية يسببها التغيّر العشوائي وليس التغيّر التكيّفي.
- 1944 – دلّل أوزوالد آفري على أن حمض نووي ريبوزي منقوص الأكسجين يحمل المعلومات الوراثية في بكتيريا المكورات الرئوية.
- 1944 – عمل كلٌ من روبرت وودورد ووليام فون إيغرز دويرينغ على تركيب الكينين.
- 1945 – اكتشفت دوروثي هودجكن التركيب ثلاثي الأبعاد للبنسلين.
- 1948 – بيّن إروين تشارغاف أن عدد وحدات الغوانين في دي إن أيه يساوي عدد وحدات السايتوسين وعدد وحدات الأدينين يساوي عدد وحدات الثايمين.

## 1950–89
- 1951 – نشرت المجموعة البحثية بقيادة روبرت روبنسون وجون كورنفورث (جامعة أوكسفورد) تركيب الكولسترول، في حين نشر روبرت وودورد (جامعة هارفارد) تركيب الكورتيزون).
- 1951 – أكمل فردريك سانغر وهانز توبي وتيد تومبسون التحليل الكروماتوغرافي لتسلسل الأحماض الأمينية للإنسولين.
- 1952 – استنسخ عالما البيولوجيا التطوّرية الأمريكيان روبرت بريغز وتوماس كينغ أول حيوان فقاري، عن طريقة زرع نوى من أجنّة ضفدع ليوبارد في بيوض مستأصلة.
- 1952 – بيّن ألفرد هيرشي ومارثا تشيس أن الحمض النووي هو المادة الوراثية في الفيروسات العاثية.
- 1952 – استنتجت روزاليند فرانكلين أن تركيب الحمض النووي الريبوزي منقوص الأكسجين حلزوني مزدوج قطره 2 نانومتر ويوجد عمود رئيسي من سكر-فوسفات على الهيكل الخارجي الحلزوني، وهذا جاء استناداً إلى دراسات حيود الأشعة السينية. وتعتقد روزاليند أن عمودي سكر-فوسفات لهما علاقة غريبة ببعضهما البعض.
- 1953 – بعد دراسة بيانات فرانكلين غير المنشورة، نشر كل من جيمس واتسون وفرنسيس كريك تركيباً مزدوجاً حلزوني لدي إن أيه، يتضمن هيكل سكر-فوسفات أحادي بعكس اتجاه الآخر. كما اقترحا الآلية التي يمكن أن يضاعف الجزيء نفسه وطريقه نقله للمعلومات الجينية. هذا البحث مع تجربة ألفرد هيرشي-مارثا تشيس وبيانات تشارغاف عن النيوكليوتيدات أقنعت علماء الأحياء أن الحمض النووي هو المادة الوراثية وليس البروتين
- 1953 – بيّن ستانلي ميلير أن الأحماض الأمينية يمكن أن تتشكّل عند محاكاة مرور البرق خلال أوعية تحتوي ماءً وهيدروجين وأمونياك وميثان.
- 1954 – اكتشفت دوروثي هودجكن التركيب ثلاثي الأبعاد لفيتامين بي 12.
- 1955 – اكتشف كل من ماريان غرينبيرغ-مانغو وسيفيرو أوتشوا أول أنزيم توليفة أحماض نووية (بولينيوكليوتايد فوسفوريليز)، والذي يربط النيوكليوتيديات معاً لتكوّن نيوكليوتيدات متعددة
- 1955 – اكتشف آرثر كورنبرغ إنزيمات بوليميراز الدي إن إيه.
- 1958 – استخدم جون غوردون الزرع النووي لاستنساخ قيطم أفريقي، وهي أول حالة استنساخ فقاريات باستخدام نواة من خلية بالغة.
- 1958 – أثبت العالمان ماثيو ستانلي ميسلسون وفرانكلين ستال أن تضاعف الحمض النووي شبه محافظ في تجربة ميسلسون-ستال.
- 1959 – قدّم ماكس بيروتس نموذجاً لتركيب الهيموغلوبين المؤكسج.
- 1959 – حاز سيفيرو أوتشوا وآرثر كورنبرغ على جائزة نوبل.
- 1960 – وصف جون كندرو تركيب ميوغلوبين، وهو البروتين الذي يحمل الأكسجين في العضلات
- 1960 – اكتشف أربعة باحثون منفصلون (س. ويز، جيه هورفيتز، أودري ستيفنز، جيه بونر) بوليميريز RNA البكتيري والذي يبلمر النيوكلوتيدات تحت إشراف DNA.
- 1960 – وضع روبرت وودورد توليفة الكلوروفيل.
- 1961 – كسّر جيه هنريتش ماتاي أول كودون في الشيفرة الوراثية (كودون فينيلانين الحمض الأميني) باستخدام نظام الإنزيم الذي وضعته ماريان غرونبيرغ-ماناغو عام 1955 وذلك لصنع نيوكليوتيدات متعددة.
- 1961 – وجدت جوان أورو أن المحاليل المركزة من مادة سيانيد الأمونيوم في الماء يمكن أن يُنتج أدينين نيوكليوتايد، وهو اكتشاف مهّد الطريق لنظريات عن التولد التلقائي.
- 1962 – تقاسم كل من ماكس بيروتس وجون كندرو جائزة نوبل، وذلك عن أعمالهما في تركيب الهيموغلوبين والمايوغلوبين.
- 1966 – تم تكسير الشيفرة الوراثية بالكامل عن طريق تجارب «التجربة والخطأ».[1]
- 1966 – اكتشف كيميشيغي إيشيزاكا نوعاً جديداً من الغلوبولين المناعي IgE، والذي يطوّر الحساسية ويوضّح آلياتها عند المستويات الجزيئية والخلوية.
- 1966 – قدّمت لين مارغوليس مبدأ النشوء التعايشي. قال ريتشارد دوكينز أن هذه النظرية «إحدى أعظم إنجازات القرن العشرين في علم الأحياء التطوري».
- 1968 – استخدم فريد سانغر الفسفور المشعّ كمتتبِّع لفكّ تسلسل حمض نووي ريبوزي مكون من 120 قاعدة بطريقة كروماتوغرافية.
- 1969 – استطاعت دوروثي هودجكن فك شيفرة التركيب ثلاثي الأبعاد للإنسولين.
- 1970 – اكتشف هاملتون سميث ودانيال ناثانز الحمض النووي لإنزيمات الاقتطاع.
- 1970 – اكتشف كل من هوارد تيمن وديفيد بلتيمور مستقلين إنزيمات منتسخة عكسية.
- 1972 – قام ألبرت إشينموسير وروبرت وودوارد بتوليف فيتامين بي B12.
- 1972 – اقترح ستيفن جاي غولد ونايلز إلدردج فكرة أسمياها بالتوازن النقطي، والتي تنص على أن السجل الأحفوري يعتبر وصفاً دقيقاً لوتيرة التطور خلال فترات طويلة من «الركود» (تغيّر طفيف) تتخللها فترات قصيرة من التغيّر السريع وتشكيل الأنواع.
- 1972 – طوّر سيمور جوناثان سينغر وغارث نيكلسون نموذج الفسيفساء السائل والذي يتعامل مع إعادة بناء غشاء جميع الخلايا.
- 1974 – بيّن مانفرد أيغن ومانفريد سومبير أن خلائط مونومرات النوكليوتايدات وبوليميراز الآر إن إيه المعتمد على الآر إن إيه تؤدي إلى مضاعفة وتحوّر وتطوّر جزيئات الحمض النووي الريبوزي.
- 1974 – بيّنت ليزلي أورغيل أن الحمض النووي الريبوزي يمكن أن يتضاعف بدون إنزيم آر إن إيه-ريبليكيز وأن الزنك يساعد على هذا التضاعف
- 1977 – اكتشف جاك كورليس وعشرة مؤلفون مشاركون مجمّعات حيوانية بطريقة كيماوية صناعية كانت تقع تحت غواصة منفس مائي حراري في صدع غالاباغوس.
- 1977 – قدّم ولتر غيلبرت وألان ماكسام تقنية سريعة لتسلسل الحمض النووي والتي تستخدم الاستنساخ وكيماويات تدمير القاعدة والرحلات الكهربائي الهلامي
- 1977 – قدّم فريدريك ساغنر وألان كولسون تقنية تسلسل الجين السريعة والتي تستخدم ديديوكسينوكليوتايدات والرحلان الكهربائي الهلامي.
- 1978 – قدّم فريدريك سانغر التسلسل الأساسي ذا الترتيب 5386 للفيروس فاي إكس 174 (PhiX174)، وهو أول تسلسل .لمجموع مورّثي كامل.
- 1982 – قدّم ستانلي بروسينر فكرة وجود بروتينات مُعدِية، أو بريونات. انتشرت فكرته بسرعة في الأوساط العلمية، لكنه فاز بجائزة نوبل بعد سنوات عديدة، تحديداً عام 1997.
- 1983 – اخترع كاري موليس التفاعل المتسلسل المُبلمّر، وهي طريقة آلية لنسخ تسلسلات الحمض النووي (دي إن أيه) بسرعة.
- 1984 – اخترع أليك جيفريز طريقة البصمة الوراثية.
- 1985 – اكتشف كل من هارولد كروتو، جيه آر هيث، إس سي أوبراين، روبرت كيرل، وريتشارد سموليالاستقرار غير العادي لجزيء بوكمينستر فوليرين واستدلوا على هيكله.
- 1986 – بيّن ألكسندر كليبانوف أن الأنزيمات يمكن أن تعمل في بيئات غير مائية.
- 1986 – حاز كل من مريتا ليفي مونتالشيني وستانلي كوهين على جائزة نوبل في الطب أو علم وظائف الأعضاء لاكتشافهما عامل نمو الأعصاب.

## 1990–حتى الآن
- 1990 – أجرى فرينش أندرسون وآخرون أول علاج جيني مثبت على مريض من البشر.
- 1990 – اكتشف نابولي وليميو وجورغينسين تداخل الحمض النووي الريبوزي (1990) أثناء إجراء تجارب على ألوان التبغية.
- 1990 – اكتشف كل من ولفغانغ كراتشمير ولوويل لامب وكونستانتينيوس فوستيروبولوس ودونالد هوفمان أنه يمكن فصل Buckminsterfullerene من السناج لأنه قابل للذوبان في البنزين.
- 1995 – نشر أول جينوم كامل لكائن حي.
- 1996 – دوللي (نعجة) هي أول استنساخ من الثدييات البالغة.
- 1999 – قتل الباحثون في معهد العلاج الجيني البشري في جامعة بنسلفانيا خطاً جيسي غيلسينغر أثناء تجربة سريرية لتقنيات العلاج الجيني، ما أدى بإدارة الغذاء والدواء في الولايات المتحدة إلى إيقاف تجارب العلاج الجيني في المعهد.
- 2001 – نشر المسودات الأولى من الجينوم البشري الكامل (أنظر كريغ فينتر).
- 2002 – إنتاج أول فيروس من الصفر، وهو فيروس شلل الأطفال الاصطناعي الذي يشل ويقتل الفئران.